# Melica radula
Melica radula är en gräsart som beskrevs av Adrien René Franchet. Melica radula ingår i släktet slokar, och familjen gräs. Inga underarter finns listade i Catalogue of Life.